# اغتيال حسن نصر الله
عملية اغتيال حسن نصر الله وأطلق عليها الاحتلال الإسرائيلي اسم عملية النظام الجديد (بالعبرية: מבצע סדר חדש‏) هي عملية جوية وقعت مساء يوم الجمعة في 27 سبتمبر 2024، حيث اغتِيلَ الأمين العام لحزب الله حسن نصر الله إثر عشر غارات إسرائيلية على مقر الحزب في الضاحية الجنوبية في بيروت. جاءت عملية الاغتيال بعد معلومات حصل عليها جيش الاحتلال الإسرائيلي تُفيد باجتماع لقادة حزب الله في مقرِّه المركزي بالضاحية الجنوبية. وتُشير المعلومات إلى أن طائرات إف- 35 ألقت قنابلَ ثقيلة خارقة للحُصون، يزيد وزنها على 2000 رطل، أدَّت إلى تدمير 6 مباني كليًا، واستهداف المقر. فيما قالت صحيفة يديعوت أحرونوت الإسرائيلية أن الطائرات المستخدمة في الهجوم كانت من نوع إف- 15.
في البداية، كانت هناك تضارب بخصوص نجاح الاغتيال من عدمه، حتى أكد الجيش الإسرائيلي بتاريخ 28 سبتمبر 2024 نجاح الاغتيال، ثم صدر بيانٌ من حزب الله نعى فيه أمينه العام، وتعهَّد بمواصلة ضرباته على إسرائيل ودعمه للمقاومة الفلسطينية. أدَّت تلك الغارات إلى سقوط 6 أشخاص، وإصابة أكثر من 91 شخصًا. وأعلن الجيش الإسرائيلي أنه نجح أيضًا في اغتيال علي كركي قائد الجبهة الجنوبية لحزب الله، والعميد عباس نيلفروشان نائب قائد العمليات في الحرس الثوري الإيراني.
قبل الهجوم، خاطب رئيس الوزراء الإسرائيلي بنيامين نتنياهو الأمم المتحدة قائلاً إن إسرائيل ملتزمة بالسلام وتواصل حربها ضد حزب الله. أدان رئيس الوزراء اللبناني نجيب ميقاتي هذا الهجوم والهجمات الإسرائيلية السابقة على لبنان، واصفاً الهجمات الإسرائيلية المستمرة بأنها "حرب إبادة". في وقت سابق من سبتمبر، تعرض حزب الله لانتكاسات كبيرة، بما في ذلك انفجارات أجهزة النداء في 17 و18 سبتمبر واغتيال إبراهيم عقيل، قائد وحدة الرضوان في 20 سبتمبر. منذ 23 سبتمبر 2024، عندما بدأت إسرائيل غاراتها الجوية على لبنان، قتلت الهجمات الإسرائيلية أكثر من 700 شخص، وأصابت أكثر من 5000 شخص، وأجبرت مئات الآلاف من المدنيين اللبنانيين على النزوح.

## خلفية
أعلن حزب الله رسميًا في 8 أكتوبر 2023 دخوله معركة طوفان الأقصى كجبهة مساندة لفصائل المقاومة الفلسطينية، عبر إطلاق القذائف والصواريخ تجاه عدد من المواقع الإسرائيلية، فيما رد الاحتلال بقصف أهداف ومواقع عند الحدود. أدت ضربات حزب الله إلى نزوح نحو 230 ألف مستوطن إسرائيلي من شمال فلسطين المحتلة. في 2 يناير 2024 اِغْتَالَت إسرائيل القيادي في حماس صالح العاروري بغارة جوية في العاصمة اللبنانية بيروت، ذلك الأمر الذي اعتبر خرق لقواعد الاشتباك، ثم جرى بعدها اغتيال القيادي البارز في حزب الله فؤاد شكر بغارة جوية على بيروت بتاريخ 30 يوليو 2024.
في 17 سبتمبر 2024 حصل تصعيد كبير بين الطرفين بعد انفجار آلاف من أجهزة النداء بشكل متزامن كمحاولة لاستهداف عناصر حزب الله، أدت التفجيرات إلى إصابة أكثر من 2750 شخص، وسقوط عدد من القتلى، وأعلن حزب الله أن إسرائيل هي المسؤولة عن الهجوم وتوعدها بالرد.
في 20 سبتمبر 2024، شنت إسرائيل عدد من الغارات المحدودة على العاصمة بيروت، أدت إلى مقتل إبراهيم عقيل أحد قياديي حزب الله، وسقوط عدد من الجرحى والقتلى المدنيين، لاقتها بعد ذلك سلسلة غارات عنيفة وكثيفة، استهدفت مناطق واسعة في جنوب لبنان والتي أدت إلى سقوط عدد كبير من الجرحى والقتلى، من بينهم أطفال ونساء ومسعفين، وذلك بتاريخ 23 سبتمبر 2024، وأعلن جيش الاحتلال أن الهدف من تلك الغارات هو إعادة سكان الشمال إلى منازلهم. في آخر خطاب لحسن نصر الله قبل اغتياله، تحدى نصر الله نتنياهو وغالانت بأن يعيدوا سكان الشمال إلى منازلهم، وقال أنهم لن ينجحوا بذلك.
بالمقابل، صعد حزب الله عملياته ضد إسرائيل، فرد بقصف أهداف في مدينة حيفا المحتلة بتاريخ 22 سبتمبر لأول مرة منذ حرب تموز في 2006.

### حسن نصر الله

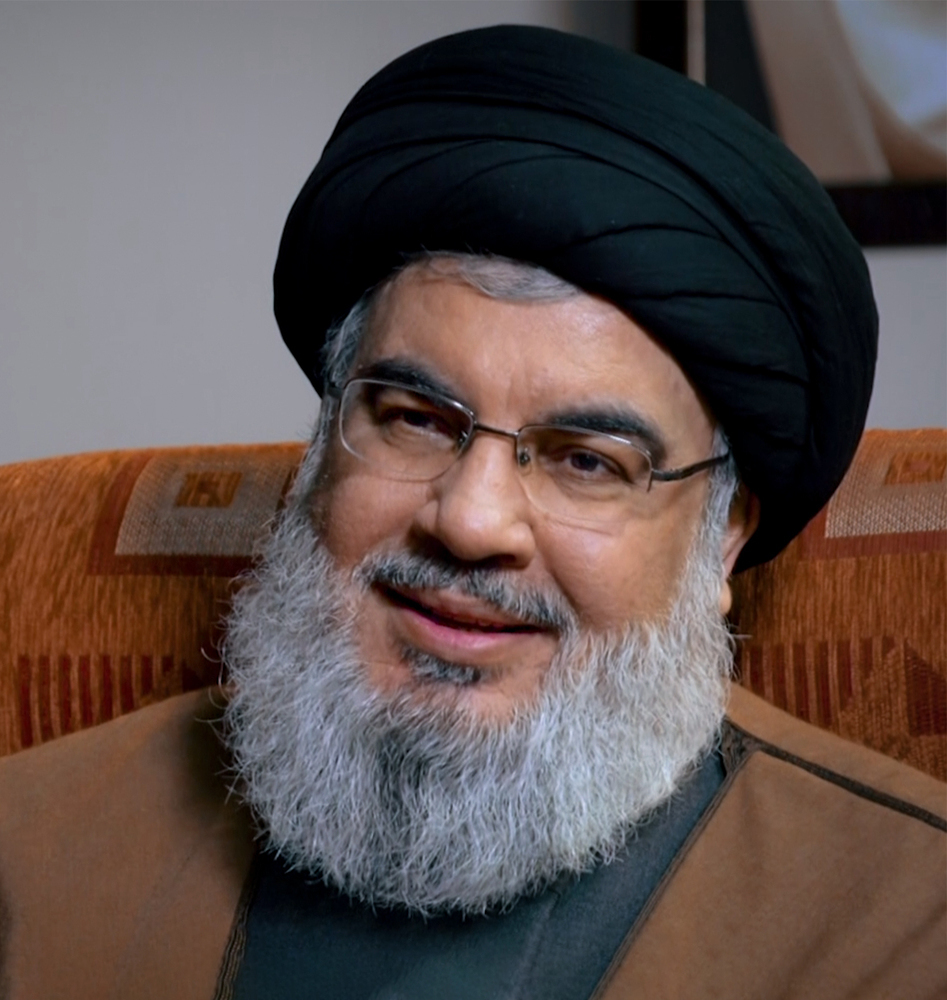
حسن نصر الله في عام 2019.

تسلم حسن نصر الله منصب الأمين العام لحزب الله بعد اغتيال عباس الموسوي إثر غارة جوية إسرائيلية في 16 فبراير 1992، وخلال تلك الفترة، نُفِّذَت العديد من العمليات ضد الجيش الإسرائيلي، منها: عملية تصفية الحساب عام 1993، وعملية عناقيد الغضب عام 1996، حتى انسحاب الجيش الإسرائيلي من الأراضي اللبنانية سنة 2000، ونُسب إليه الفضل في تحرير الجنوب من الاحتلال. وفي عام 2006 نَشِبَت حرب تموز التي أدت إلى تدمير أكثر من 70 دبابة ميركافا، ومقتل 121 جنديًا إسرائيليًا، وأقرت خلالها لجنة فينوغراد بالهزيمة العسكرية لإسرائيل، في حين أعلن حزب الله «النصر الإلهي». كان لافتًا استهداف البارجة الإسرائيلية «ساعر 5»، وخروج تسجيل صوتي لنصر الله متحدثًا عن استهدافها قائلًا: «انظروا اليها تحترق وستغرق ومعها عشرات الجنود الإسرائيليين الصهاينة».
خلال عام 1997 جرت محاولة اغتيال لاثنين من قياديي حزب الله من بينهم حسن نصر الله، وفي 2006 أعلنت المخابرات اللبنانية عن إلقاء القبض على مجموعة «إرهابية» كانت تخطط لاغتيال نصر الله خلال توجهه لجلسة الحوار الوطني وكما ذكرت ضبط كميات كبيرة من الأسلحة لدى الجماعة، فيما أكد عناصر الأمن في حزب الله أن الجماعة تمتلك صواريخ أمريكية قادرة على اختراق السيارات المصفحة.
وبعد نشوب حرب لبنان 2006، وبتاريخ 14 يوليو شنت إسرائيل عدد من الغارات التي استهدفت منزله ومكتبه، إلا أنه نجى منها. في عام 2008 ظهرت مزاعم تُفيد بنجاة نصر الله من محاولة تسميمه، وحملت بعض المصادر العراقية المسؤولية إسرائيل، فيما خرج نصر الله بعد ذلك في إطلالة على قناة المنار، مؤكدًا عدم صحة المعلومات وأنه بخير، وقال: «إن هذه المعلومات غير صحيحة أساسًا، ولا صحة لما ذكر، لا جملة ولا تفصيلا نهائيًا، وعلى كل حال أنا جالس أمامك، ليس هناك عملية تسميم ولا شيء آخر، هذا من اختراعات المواقع الإلكترونية التي ذكرت الأمر». وخلال تلك الفترة ظهرت مزاعم إسرائيلية تحدثت عن استهداف نفق سري يُعتقد أن نصر الله كان داخله.
تحدث غسان بن جدو عن محاولة اغتيال لم تعلن من قبل حصلت بين عاميّ 2008 و2009، وانطلاق سرب من الطائرات الحربية الإسرائيلية لتنفيذ العملية، إلا أن الجانب الأمريكي أوقف العملية وفق كلامه.

## الهجوم
في مساء يوم الجمعة سُمعت أصوات انفجارات كبرى في العاصمة بيروت، ووصفت بأنها الأعنف منذ التصعيد، سرعان ما أعلن المتحدث الرسمي باسم جيش الاحتلال الإسرائيلي دانيال هاغاري عن تنفيذ عملية دقيقة زاعمًا أنها استهدفت المقر المركزي لحزب الله، الواقع تحت المباني السكنية، ذكرت إذاعة الجيش الإسرائيلي استخدام طائرات إف-35 التي ألقت قنابل خارقة للحصون على الأهداف، وذكرت أن الهدف من العملية هو اغتيال الأمين العام لحزب الله حسن نصر الله، كما احتملت وجود عدد من قادة الحرس الثوري الإيراني في فليق القدس مكان الاستهداف. في حين قالت صحيفة يديعوت أحرونوت الإسرائيلية أن الطائرات المستخدمة في الهجوم كانت من نوع أف-15، وأنها ألقت أكثر من 80 قنبلة خلال دقائق وكان وزن الواحدة منها يعادل طنًا، وذكرت بعض المصادر أن القنابل المستخدمة من نوع هايفي هايد مارك 84 أمريكية الصنع، الخارقة للتحصينات.
أدت سلسلة الغارات إلى تسُوِّية 6 مبانٍ بالأرض، وتدمير 3 شوارع بمكان الاستهداف، وتضرر العديد من المباني المجاورة الأخرى، ونُقل عن استخدام قذائف تفوق 2000 طن في عملية الاستهداف. تضاربت الأنباء والأخبار حول نجاح الاغتيال من عدمه، فقد نقلت رويترز عن مصدر مقرب من حزب الله أن نصر الله لا زال على قيد الحياة، ونقلت وكالة تسنيم الإيرانية عن مصدر أمني أن نصر الله بخير، ونفت تقارير وسائل الإعلام الإسرائيلية حول اغتياله. في حين نقل مصدر آخر مقرب لحزب الله لوكالة رويترز أن الاتصال انقطع بنصر الله بعد القصف، فيما ذكرت صحيفة معاريف الإسرائيلية بإصابة حسن نصر الله إثر الغارة. ونقلت القناة الـ12 الإسرائيلية عن مسؤول إسرائيلي قوله: «المؤشرات إيجابية بأن عملية تصفية نصر الله نجحت».
ومع رفع الأنقاض عن المباني المستهدفة، أدت الغارات إلى سقوط شخصين، وإصابة 76 آخرين كحصيلة أولية.
قالت إذاعة الجيش الإسرائيلي أن القوة التي نفذت العملية كانت السرب 69 من سلاح الجو الإسرائيلي، وأنها أسقطت 85 قنبلة خارقة للتحصينات، وقالت صحيفة يديعوت أحرونوت الإسرائيلية أن المعلومات التي استخدمتها القوات الجوية الإسرائيلية جاءت من شعبة الاستخبارات العسكرية، ولا سيما الوحدة 8200، وأشارت كذلك إلى أن الوحدة 9900 ساهمت بجمع المعلومات البصرية وتحديد الإحداثيات، وساهمت معها الوحدة 504 التي تشغل العملاء كذلك. بينما قالت مصادر أخرى أن من نفذ العملية كان الوحدة 119 في سلاح الجو الإسرائيلي.

## ما بعد الهجوم

### تأكيد الوفاة
في 28 سبتمبر 2024، أعلن الجيش الإسرائيلي وفاة حسن نصر الله. وأكد حزب الله ذلك في وقت لاحق من نفس اليوم. مما أنهى حالة الشكوك حول وضعه. في 29 سبتمبر 2024، رُفع جثمان نصر الله دون وجود جروح واضحة؛ ووفقًا لوكالة رويترز، أشار مصدران إلى أنه تُوفي نتيجة إصابة بصدمة حادة تعرض لها خلال الهجوم.

### وقائع الوفاة
في 06 أكتوبر 2024، وخلال لقاء مع القناة العراقية الرسمية قال عضو المجلس السياسي في حزب الله محمود قماطي، إن نصر الله كان موجودًا في ممر داخل نفق تحت الأرض حيث كان يعقد اجتماع، وأشار إلى أن الغازات التي تصاعدت عقب الضربة الجوية الإسرائيلية تسبّبت باختناقه.
أما عن لحظة العثور على جثة حسن نصر الله، فقال "لقد حاول عناصر من الدفاع المدني دخول النفق أكثر من مرة، لكنهم كانوا يتراجعون لخطورة تلك الغازات، وبعد فترة قصيرة، أصر أحدهم على الدخول، فتبعه آخرون". وقال قماطي إن المسعف الذي دخل أولًا إلى النفق ومن شدّة حبه للأمين العام نزع غطاء التنفس عن فمه لدى وصوله إلى الجثمان، ليضعه على وجه نصر الله "ظنًا منه إن بإمكانه إنقاذه، لكنه سرعان ما استشهد إلى جانبه".

### ضحايا آخرون
المنطقة التي استهدفتها إسرائيل معروفة بأنها ذات كثافة سكانية عالية. كانت المنطقة المستهدفة تضم مباني سكنية مدنية بُنيت فوق منشآت تابعة لحزب الله تحت الأرض؛ ودُمرت عدة مباني بشكل كامل وتحولت إلى أنقاض، وكان هناك دمار واسع يمكن رؤيته بعد الهجوم. تُشير التقديرات الأولية من المسؤولين الإسرائيليين إلى أن حوالي 300 شخص قد قتلوا، وربما تكون ابنة نصر الله من بين القتلى. أفادت وزارة الصحة اللبنانية بوجود 33 قتيلًا على الأقل و195 جريحًا حتى 28 سبتمبر، على الرغم من أن معظم الأنقاض لم يكتمل البحث فيها بعد، ومن المؤكد أن العدد سيرتفع حيث أن العشرات ما زالوا في عداد المفقودين.
أكد حزب الله أيضًا مقتل علي كركي، قائد الجبهة الجنوبية لحزب الله، إلى جانب عدد من القادة الكبار الآخرين. كما قُتل عباس نيلفروشان، نائب قائد الحرس الثوري الإيراني وقائد فيلق القدس في لبنان.

### الخلافة
سُمي نعيم قاسم أمين عام الحزب مؤقتًا فور الإعلان عن وفاة حسن نصر الله. وقد أشارت الجزيرة إلى قاسم كخليفة محتمل لنصر الله، كما أفادت تقارير أخرى أن هاشم صفي الدين، نائب القائد العام لحزب الله وابن عم نصر الله ورجل دين أيضًا، هو المرشح لخلافة نصر الله كأمين عام. وقد نجا صفي الدين من الهجوم على مقر حزب الله.

## ردود الفعل

### محلية

#### حزب الله وحلفائه
حزب الله صرّح بأنه سيواصل قتاله ضد إسرائيل. بعد إعلان وفاة نصر الله، بثّت قناة المنار التابعة لحزب الله آيات من القرآن الكريم. وخرج مؤيدو حزب الله إلى الشوارع ينوحون على وفاته. في 30 سبتمبر، قال الزعيم المؤقت لحزب الله، نعيم قاسم، إن نضال الجماعة سيستمر وأنها مستعدة لمواجهة الغزو الإسرائيلي.
حركة أمل، وهي مجموعة سياسية شيعية أخرى في لبنان، قالت إن «وفاة نصر الله لن تضعف المقاومة.» ووصفت نصر الله بأنهُ "شهيد" وتعهدت بالبقاء كتفاً بكتف، وقلباً بقلب، وذراعاً بذراع» ضد إسرائيل. نعى زعيم الحركة ورئيس البرلمان اللبناني نبيه بري حسن نصر الله، واصفًا إياه بـ«الشهيد ابن موسى الصدر والمدرسة الحسينية الكربلائية المقاومة.» وقدّم الرئيس اللبناني ميشال عون، التعازي لعائلة نصر الله قائلاً: «لبنان فقدت قائداً استثنائياً قاد المقاومة الوطنية.»

#### الحكومة اللبنانية
ندد رئيس حكومة تصريف الأعمال اللبناني نجيب ميقاتي بالهجوم داعياً المدنيين اللبنانيين إلى «التوحد في وجه العدوان.» وأعلن الحداد في لبنان لمدة ثلاثة أيام، ابتداءً من 30 سبتمبر، مع تنكيس الأعلام على المباني العامة.
في بيروت، نُشرت دبابات الجيش اللبناني بالقرب من جسر برج الغزال لمنع الاشتباكات بين الأحياء الشيعية والمسيحية. وفي الجزء الشرقي من المدينة، حيث يتمتع خصوم حزب الله السياسيون بالنفوذ، تفاعل بعض السكان مع وفاة نصر الله بالاحتفال.
أدان رئيس الوزراء اللبناني الأسبق سعد الحريري اغتيال حسن نصر الله، ووصفه بـ«العمل الجبان المدان» ورأى أن هذه الخطوة أدخلت لبنان والمنطقة في «مرحلة عنف جديدة»، وأضاف «نحن الذين دفعنا غاليًا من أحبتنا حين صار الاغتيال بديلًا للسياسة» في إشارة لاغتيال والده رئيس الوزراء اللبناني السابق رفيق الحريري عام 2005.

### إيران

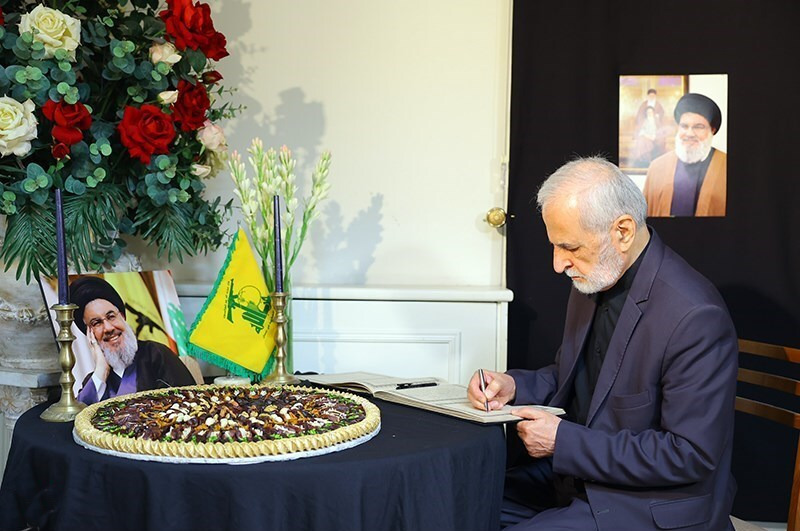
مسؤول إيراني يقدم التعازي في وفاة نصر الله.

بعد الضربة في 27 سبتمبر، أفادت صحيفة "نيويورك تايمز" أن المرشد الأعلى علي خامنئي عقد اجتماعاً طارئاً لمجلس الأمن القومي الأعلى في مقر إقامته. وصرح مسؤولون لـرويترز بأن خامنئي انتقل إلى موقع آمن في إيران تحت إجراءات أمنية مشددة.
في 28 سبتمبر، ردًا على إعلان الجيش الإسرائيلي عن اغتيال نصر الله، دعا خامنئي المسلمين لدعم حزب الله والشعب اللبناني في مواجهة "النظام الشرير" لإسرائيل. وأعلن خامنئي خمسة أيام حداد في جميع أنحاء البلاد على نصر الله. وقال الرئيس مسعود بزشكيان إن الهجوم سيعمل فقط على "تقوية المقاومة" وأن المجتمع الدولي لن ينسى أن "الهجوم الإرهابي" نُفِّذ بأمر من نيويورك، حيثُ كان نتنياهو في وقت الهجوم. في إيران، تجمع البعض في الساحات العامة لأداء طقوس العزاء الشيعية، ملوحين بأعلام حزب الله ومرددين أناشيد.
في 29 سبتمبر، أفادت "نيويورك تايمز" أن المسؤولين الإيرانيين ناقشوا كيفية الرد على مقتل نصر الله. خلال اجتماع رفيع المستوى، دعا الأعضاء المحافظون، بمن فيهم سعيد جليلي، إلى ضربة انتقامية سريعة على إسرائيل كوسيلة للردع. لكن الرئيس بزشكيان حذر من الوقوع في فخ يؤدي إلى حرب أكبر. بينما حذر معتدلون آخرون من أن مهاجمة إسرائيل قد تؤدي إلى ضربات مدمرة على البنية التحتية الإيرانية، نظرًا للظروف الاقتصادية الصعبة في البلاد.
وأشارت إيران إلى الهجوم على مقر حزب الله كان أحد الأسباب التي دفعتها لتنفيذ الضربات الإيرانية ضد إسرائيل في أكتوبر 2024.
وفي 4 أكتوبر 2024 ألقى المرشد الأعلى علي خامنئي خطبة باللغة العربية خلال مراسم تأبين السيد حسن نصرالله وصلاة الجمعة التي أقيمت في العاصمة طهران، قال فيها:

### إسرائيل
صرح رئيس أركان جيش الاحتلال الإسرائيلي هرتسي هليفي، أن عملية الاغتيال «ليست آخر القدرات والوسائل المتوفرة لدى إسرائيل»، وعاد رئيس الوزراء بنيامين نتنياهو مبكرًا من رحلة إلى الولايات المتحدة في اليوم التالي للهجوم، نشر نتنياهو لاحقًا، صورة لنصر الله على حسابه بتطبيق إكس وقال معلقًا: «من جاء لقتلك اقتله أولًا»، وقال خلال كلمة مصورة أن اغتيال نصر الله خطوة ضرورية نحو «تغيير ميزان القوى في المنطقة لسنوات مقبلة». في حين زعم جيش الاحتلال أن حزب الله يعيش في حالة صدمة كبيرة جزّاء اغتيال أمينه العام.

### دوليًا
- فلسطين: قدم رئيس السلطة الفلسطينية محمود عباس تعازيه بعد الهجوم، وأصدرت اللجنة التنفيذية لمنظمة التحرير الفلسطينية بيانًا قدمت فيه التعازي «باستشهاد السيد حسن نصر الله والضحايا المدنيين الذين سقطوا جراء هجمات الاحتلال الإسرائيلي».[104] نعت حركة حماس حسن نصر الله وقالت «إلى شعبنا الفلسطيني وأمتنا العربية والإسلامية وأحرار العالم استشهاد سماحة السيّد حسن نصر الله، الأمين العام لحزب الله، الذي ارتقى شهيداً مع ثلة من إخوانه القادة، في معركة طوفان الأقصى وعلى طريق القدس، وإسناد شعبنا الفلسطيني ومقاومته الباسلة في مواجهة العدو الصهيوني»، وتوجهت بالعزاء إلى الشعب اللبناني وحزب الله، كما وأدانت بشدة الغارات الصهيونية.[105] ونعته غالبية الأحزاب والجماعات الفلسطينية ووصفته بالشهيد.[106]
- العراق: أدان الرئيس العراقي عبد اللطيف رشيد بشدة الغارات الإسرائيلية وأوضح خلال بيانه «أن هذا العدوان بمثابة تطور خطير يشكل تهديداً حقيقياً للأمن والاستقرار في المنطقة»،[107] أعلن رئيس الوزراء محمد شياع السوداني ومقتدى الصدر الحداد لمدة ثلاثة أيام في جميع أنحاء البلاد. اندلعت مظاهرات داعمة لنصر الله في محافظتي البصرة وكربلاء وفي بغداد، مما أدى إلى إغلاق الطرق المؤدية إلى المنطقة الخضراء. وأدان المرجع الأعلى علي السيستاني عملية الاغتيال، قائلاً «لقد كان الشهيد الكبير انموذجاً قيادياً قلّ نظيره في العقود الأخيرة، وقد قام بدور مميز في الانتصار على الاحتلال الإسرائيلي بتحرير الأراضي اللبنانية، وساند العراقيين بكل ما تيسر له في تحرير بلادهم من الإرهابيين الدواعش، كما اتخذ مواقف عظيمة في نصرة الشعب الفلسطيني المظلوم حتى دفع حياته الغالية ثمناً لذلك.»[108]
- روسيا: أدانت وزارة الخارجية الروسية اغتيال نصر الله، محذرة من أن ذلك قد يؤدي إلى تصعيد العنف في الشرق الأوسط، ودعت إلى وقف فوري للأعمال العدائية. وأعرب وزير الخارجية سيرغي لافروف عن قلق بلاده من الغارة الجوية الإسرائيلية التي قتلت نصر الله.[109]
- ألمانيا: صرحت وزيرة الخارجية أنالينا بيربوك أن الهجوم «يشكل خطراً كبيراً» ويُهدد بزعزعة استقرار لبنان، مضيفة أن ذلك «لا يصب بأي شكل من الأشكال في مصلحة إسرائيل الأمنية.»[110]
- الولايات المتحدة: قال الرئيس جو بايدن إن مقتل نصر الله «كان تحقيقًا للعدالة لضحاياه الكثيرين»، بما في ذلك آلاف المدنيين في الولايات المتحدة وإسرائيل ولبنان. وأكد مجددًا دعم الولايات المتحدة لإسرائيل ضد الجماعات الإرهابية المدعومة من إيران. وأضاف بايدن أن وزير الدفاع سيعزز القوات العسكرية الأمريكية في الشرق الأوسط لمنع حرب إقليمية، مع الاستمرار في الجهود الدبلوماسية لتهدئة الصراعات في غزة ولبنان. أصدر رئيس مجلس النواب مايك جونسون وزعيم الأغلبية في مجلس النواب ستيف سكاليس ورئيسة مؤتمر الجمهوريين في مجلس النواب إليز ستيفانيك بيانًا مشتركًا جاء فيه: «لقد انتهى عهد حسن نصر الله من إراقة الدماء والقمع والإرهاب» و«العالم أفضل بدونه.»[111]
- فرنسا: قالت وزارة الخارجية الفرنسية إن لديها معلومات استخباراتية تفيد بأن الأمين العام لحزب الله حسن نصر الله قتل بعد أن قالت إسرائيل إنها قتلته قبل يوم، وقال أنها تجري اتصالات مع السلطات اللبنانية لتجنب المزيد من عدم الاستقرار بعد الهجوم.[112]
- سوريا: أدانت وزارة الخارجية والمغتربين السورية الاغتيال وقالت بأنها «تحمل كيان الاحتلال المسؤولية الكاملة عن عواقبه الجسيمة.»[113]، كما أعلنت الحداد الرسمي لمدة ثلاثة أيام.[114] وأصدر الحزب السوري القومي الاجتماعي بيانًا ينعى فيه نصر الله.[115] وفي إدلب التي تُسيطر عليها المعارضة، احتفل السكان بمقتل نصر الله بسبب المعاناة والوفيات التي تسبب بها خلال الحرب الأهلية السورية.[116][117][118]
- تركيا: أدان الرئيس التركي رجب طيب أردوغان الهجمات الإسرائيلية الأخيرة في لبنان وقال أن «تركيا تقف إلى جانب الشعب والحكومة اللبنانية، وقدم تعازيه في القتلى في الضربات الإسرائيلية»[119] وصرح وزير الخارجية هاكان فيدان بأن «نصر الله شخصية مهمة بالنسبة للبنان والشرق الأوسط وسيكون من الصعب تعويضه.»[120]
- الصين: قالت وزارة الخارجية الصينية «إن الصين تعارض أي انتهاك لسيادة لبنان وذلك بعد أن أدت غارة جوية إسرائيلية على بيروت لمقتل زعيم حزب الله حسن نصر الله» وأنها «تحث جميع الأطراف وخاصة إسرائيل على تهدئة الوضع على الفور ومنع توسع الصراع» أو «حتى خروجه عن السيطرة».[121]
- جنوب إفريقيا: أدانت وزارة الخارجية «عمليات القتل خارج نطاق القضاء» وأعربت عن تضامنها مع السلطات اللبنانية ودعت جنوب أفريقيا إلى «وقف فوري لإطلاق النار في لبنان».[122]
- باكستان: قالت وزارة الخارجية الباكستانية «باكستان تدين بشدة تزايد مغامرات إسرائيل في الشرق الأوسط» وأضافت «أن العمل المتهور المتمثل في قتل الأمين العام لحزب الله في لبنان حسن نصر الله يشكل تصعيدًا كبيرًا في منطقة غير مستقرة».[123]
- فنزويلا: أدان الرئيس نيكولاس مادورو عملية الاغتيال ودعا «الشعوب العربية إلى رفع صوتها.»[124]
- كوبا: أدان الرئيس ميغيل دياز كانيل «الاغتيال الجبان» لنصر الله.[125]

### مظاهرات
في 29 و30 سبتمبر 2024، خرجت تظاهرات في بعض مناطق البحرين تندد باغتيال السيد حسن نصر الله من قبل الاحتلال الإسرائيلي، وردد المتظاهرون هتافات تستنكر التطبيع مع إسرائيل وتندد باغتيال حسن نصر الله.

## التحليلات
أشارت مجلة ذي إيكونوميست إلى أن «وفاة السيد نصر الله سوف تعيد تشكيل لبنان والمنطقة بطرق لم يكن من الممكن تصورها قبل عام واحد»، ووفقاً للصحيفة فإن «أياً كان من سيتولى زمام الأمور فسوف يواجه اللحظة الأكثر خطورة في تاريخ حزب الله الذي يمتد لأربعة عقود، فالأمر لا يقتصر على أن إسرائيل قضت على قياداته العسكرية بالكامل تقريباً، ومحو قرون من الخبرة في غضون شهرين، بل إن الأمر أيضاً أن الجماعة تقف مهانا أمام الرأي العام اللبناني الذي أصبح بالفعل مستاءً من حزب الله بسبب هيمنته المفرطة على السياسة».
وفي مقال للصحفية في صحيفة نيويورك تايمز، قالت فرناز فصيحي «إن اغتيال نصر الله أدى إلى القضاء على شخصية رئيسية من الدائرة الداخلية للمرشد الأعلى آية الله علي خامنئي، حيث قضت إيران أربعين عامًا في تطوير حزب الله كخط دفاع أمامي ضد إسرائيل»، وقالت فصيحي إن إيران نَشَّطَت بمرور الوقت شبكة أوسع من الجماعات المسلحة، بما في ذلك حزب الله، لفتح جبهات متعددة ضد إسرائيل، بهدف خلق الفوضى الإقليمية والضغط على كل من الولايات المتحدة وإسرائيل للتفاوض على وقف إطلاق النار مع حماس.
أما صحيفة الغارديان فقالت إن عملية القتل ركزت الانتباه بشكل حتمي على سؤالين: «ما إذا كانت سياسة الاغتيالات التي تنتهجها إسرائيل على المدى الطويل فعّالة»، وما الذي يعنيه مقتل نصر الله وغيره من كبار قادة حزب الله بالنسبة للمجموعة»، وأشارت إلى أن مقتل عباس الموسوي الأمين العام لحزب الله في عام 1992 لم يؤد إلا إلى خلافة حسن نصر الله، وأن «الأمر قد يستغرق شهوراً لمعرفة ما إذا كانت حملة اغتيال قادة حزب الله قد أحدثت أي تأثير كبير على المجموعة». في حين قالت عدد من المصادر الغربية نقلًا عن مسؤولين أن حزب الله يعيش حالة صدمة بعد اغتيال حسن نصر الله.